# Synergy Baku Cycling Project
Synergy Baku Cycling Project was een Azerbeidzjaanse wielerploeg die werd opgericht in 2013. De sponsor van de ploeg was de Synergy Group, een Zuid-Amerikaans conglomeraat. De ploeg had een continentale status en had als belangrijkste ploegleider Jeremy Hunt. De ploeg werd in 2018 opgeheven.

## Bekende (oud-)renners
- David McCann (2013)
- Dennis van Winden (2015)

## Seizoen 2014

### Selectie
| Naam                     | Geboortedatum     | Nationaliteit | Ploeg 2013                       |
| ------------------------ | ----------------- | ------------- | -------------------------------- |
| Mahammad Alakbarov       | 22 april 1985     | Azerbeidzjan  | Neo                              |
| Elçin Əsədov             | 12 februari 1987  | Azerbeidzjan  |                                  |
| Enver Asanov             | 25 oktober 1994   | Azerbeidzjan  | Neo                              |
| Maksym Averin            | 28 november 1985  | Oekraïne      | Atlas Personal-Jakroo            |
| Matthew Brammeier        | 7 juni 1985       | Ierland       | Champion System Pro Cycling Team |
| Luke Davison             | 8 mei 1990        | Australië     | Drapac Cycling                   |
| Markus Eibegger          | 16 oktober 1984   | Oostenrijk    | Team Gourmetfein Simplon         |
| Ismail Iliasov           | 2 augustus 1994   | Azerbeidzjan  | Neo                              |
| Tural İsgəndərov         | 12 januari 1992   | Azerbeidzjan  |                                  |
| Agishin Ismaylov         | 2 november 1987   | Azerbeidzjan  |                                  |
| Samir Cəbrayılov         | 7 september 1994  | Azerbeidzjan  |                                  |
| Daniel Klemme            | 29 december 1991  | Duitsland     | Leopard-Trek Continental Team    |
| Patrick Lane             | 29 augustus 1991  | Australië     |                                  |
| Philip Lavery            | 17 augustus 1990  | Ierland       | Cofidis (stage)                  |
| Connor McConvey          | 20 juli 1988      | Ierland       |                                  |
| Christoph Schweizer      | 4 maart 1986      | Duitsland     |                                  |
| Michael Schweizer        | 16 december 1983  | Duitsland     | Team NSP-Ghost                   |
| Jan Sokol                | 26 september 1990 | Oostenrijk    | Team Gourmetfein Simplon         |
| Oleksandr Soeroetkovitsj | 8 januari 1984    | Oekraïne      |                                  |
| William Walker           | 31 oktober 1985   | Australië     | Drapac Cycling                   |

### Overwinningen
| Wedstrijd                                            | Datum            | Categorie | Winnaar         |
| ---------------------------------------------------- | ---------------- | --------- | --------------- |
| Australisch kampioenschap Ploegenachtervolging, Baan | 1 februari 2014  | NK        | Luke Davison    |
| Wereldkampioenschap Ploegenachtervolging, Baan       | 27 februari 2014 | NK        | Luke Davison    |
| Poreč Trophy                                         | 9 maart 2014     | 1.2       | Maksym Averin   |
| 4e etappe Ronde van Bretagne                         | 28 april 2014    | 2.2       | Markus Eibegger |
| 3e etappe An Post Rás                                | 20 mei 2014      | 2.2       | Jan Sokol       |
| 6e etappe An Post Rás                                | 23 mei 2014      | 2.2       | Markus Eibegger |
| Omloop der Kempen                                    | 25 mei 2014      | 1.2       | Luke Davison    |
| Azerbeidzjaans kampioenschap, individuele tijdrit    | 27 juni 2014     | NK        | Elçin Əsədov    |
| Azerbeidzjaans kampioenschap                         | 29 juni 2014     | NK        | Elçin Əsədov    |